# Eliseu
Eliseu Pereira dos Santos, ismertebb nevén Eliseu (Angra do Heroísmo, 1983. október 1. –) portugál válogatott labdarúgó, aki jelenleg a SL Benfica játékosa.

## Sikerei, díjai
- SS Lazio
  - Olasz szuperkupa: 2009
- SL Benfica
  - Portugál bajnok: 2014–15, 2015–16
  - Portugál ligakupa: 2014–15
  - Portugál szuperkupa: 2014
- Portugália
  - Európa-bajnok: 2016